# Kolonia (województwo podkarpackie)
Kolonia – osada w Polsce położona w województwie podkarpackim, w powiecie przemyskim, w gminie Orły.
W latach 1975–1998 miejscowość administracyjnie należała do województwa przemyskiego.